# Pseudogarypinus cooperi
Pseudogarypinus cooperi är en spindeldjursart som beskrevs av William B. Muchmore 1980. Pseudogarypinus cooperi ingår i släktet Pseudogarypinus och familjen Garypinidae. Inga underarter finns listade i Catalogue of Life.